# Брињан
Брињан (фр. Brugnens) насеље је и општина у јужној Француској у региону Миди Пирене, у департману Жерс која припада префектури Кондом.
По подацима из 2011. године у општини је живело 248 становника, а густина насељености је износила 18,44 становника/km². Општина се простире на површини од 13,45 km². Налази се на средњој надморској висини од 192 метара (максималној 200 m, а минималној 97 m).

## Демографија
| 1962. | 1968. | 1975. | 1982. | 1990. | 1999. | 2011. |
| ----- | ----- | ----- | ----- | ----- | ----- | ----- |
| 229   | 251   | 221   | 231   | 244   | 250   | 248   |

График промене броја становника у току последњих година